# Star Wars: Squadrons
Star Wars: Squadrons ist ein Star-Wars-Action-Computerspiel, das von Motive Studios entwickelt und am 2. Oktober 2020 durch Electronic Arts für PlayStation 4 (PS4), Xbox One und Windows (PC) veröffentlicht wurde.
Im Juni 2020 wurde Star Wars: Squadrons angekündigt. Auf PC und PS4 ist es auch per Virtual Reality spielbar. Die Handlung des arcadelastigen Flugsimulators spielt nach den Ereignissen des Star-Wars-Films Die Rückkehr der Jedi-Ritter.

## Spielprinzip
Gesteuert wird jeweils ein Pilot eines Geschwaders der Neuen Republik und eines des galaktischen Imperiums. Der Multiplayer umfasst Luftkämpfe von bis zu 10 Spielern, die in zwei Gruppen gegeneinander antreten.

## Handlung
Die Einzelspielergeschichte erzählt von dem Projekt Starhawk, einem Schlachtschiff der Rebellen, im Star-Wars-Universum aus der Sicht der neu gegründeten Neuen Republik und des Galaktischen Imperiums. Die Perspektive wechselt nach einigen Missionen. Auf imperialer Seite steuert der Spieler den Piloten der Titan-Staffel mit dem Rufnamen Titan Drei und auf republikanischer Seite den Piloten der Vanguard-Staffel mit dem Rufnamen Vanguard Fünf. Geschlecht, Spezies und Aussehen entsprechen den erstellbaren Charakteren für den Mehrspielermodus und sind daher dem Spieler überlassen. Zeitlich ist die Geschichte nach der Schlacht von Endor und der Zerstörung des zweiten Todessterns angesiedelt.

## Synchronisation
| Rolle          | Deutscher Sprecher | Englischer Sprecher |
| -------------- | ------------------ | ------------------- |
| Hera Syndulla  | Tanya Kahana       | Vanessa Marshall    |
| Wedge Antilles | Tobias Müller      | Denis Lawson        |
| Leia Organa    | Susanna Bonaséwicz | Misty Lee           |
| Darth Vader    | Reiner Schöne      | Scott Lawrence      |

## Rezeption
Star Wars: Squadrons hat national und international durchgehend gute bis sehr gute Bewertungen erhalten.

„Ganz groß trumpft Squadrons dafür in den Team-Duellen auf, wo man kurze Scharmützel gegen feindliche Teams oder fordernde Schlachten an der Seite von Großkampfschiffen und KI-Staffeln austrägt. Sowohl akustisch als auch visuell wird man dabei voll ins Cockpit gesogen und erlebt filmreife Momente, die man quasi eigenhändig choreografiert.“

„Sicher nicht das umfangreichste Paket des Jahres, aber immerhin ein ehrliches, gut gemachtes Spiel über ikonische, auch im luftleeren Raum noch ohrenbetäubend brüllende Raumschiffe - und den glühenden Schrott, in den sie sich verwandeln, wann immer Imperium und Rebellen aufeinandertreffen.“